# Crorema fulvinotata
Crorema fulvinotata är en fjärilsart som beskrevs av Butler 1893. Crorema fulvinotata ingår i släktet Crorema och familjen tofsspinnare. Inga underarter finns listade i Catalogue of Life.